# IBM-Haus (Hannover)

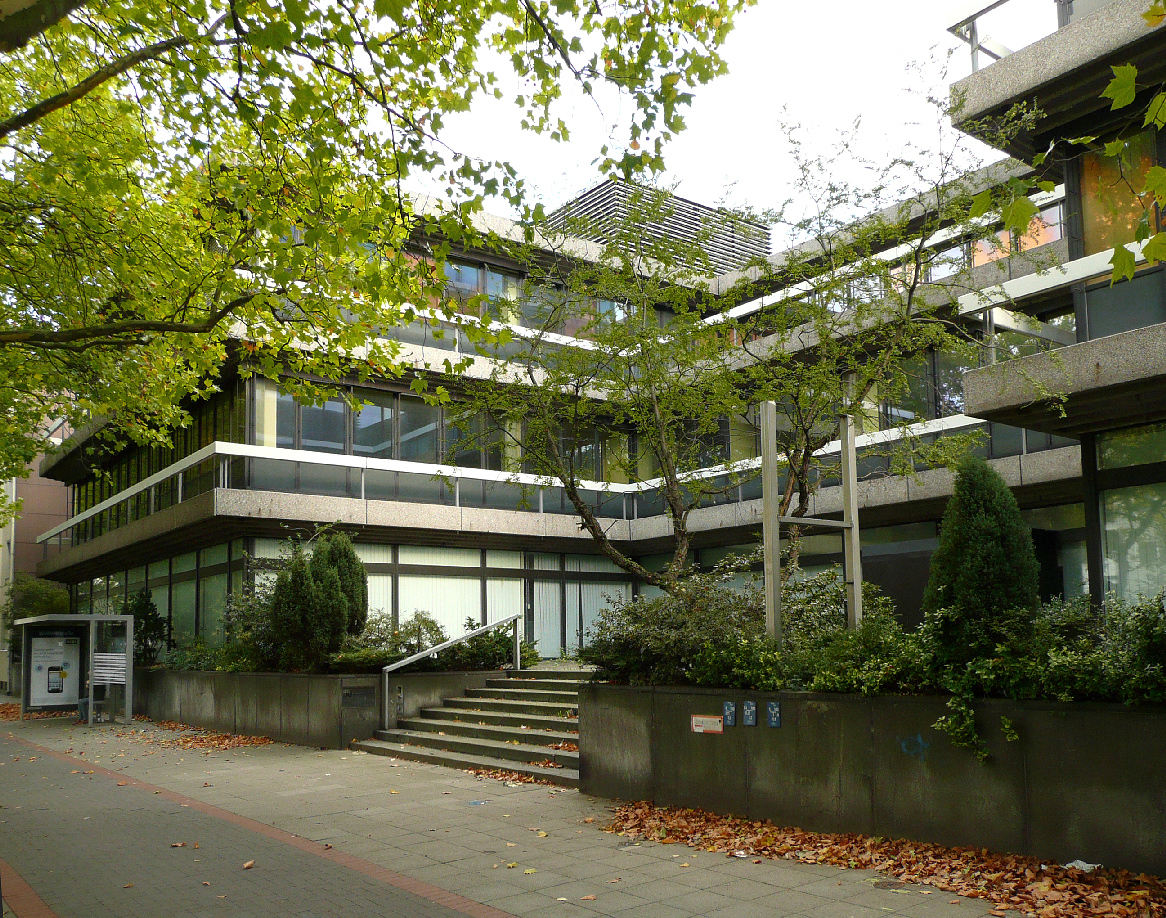
Straßenseite des IBM-Haus zur Hamburger Allee vor dem Abriss, 2011

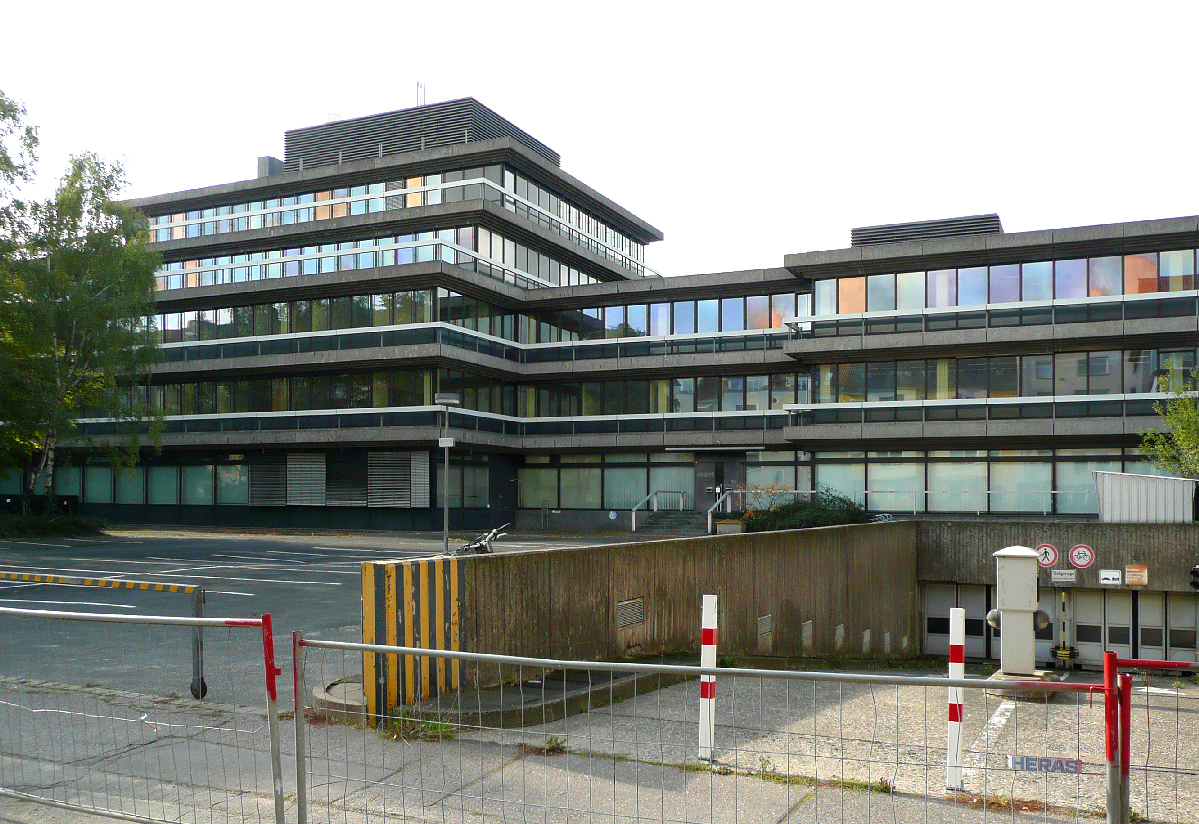
Gebäuderückseite, 2011

Das IBM-Haus war ein Bürogebäude von Dieter Oesterlen, das sich in  Hannover an der Hamburger Allee im Stadtteil List befand. Es wurde in den Jahren 1967 bis 1969 für den IT-Konzern IBM errichtet und im Jahr 2013 abgerissen.

## Geschichte
Das IBM-Haus war ein Bürogebäude mit Fassaden aus Waschbeton mit kleinen Balkonen und horizontalen Bändern sowie einem kleinen Vorplatz. Es beherbergte einen Schulungstrakt, einen um fünf Meter zurückversetzten Bürotrakt und einen wiederum zurückversetzten Eingangstrakt. Umbaut waren 34.000 Kubikmeter. In dem Gebäude arbeiteten bis etwa 2005 rund 250 Beschäftigte bei IBM. Der Eigentümer des Bauwerks war nicht zu erreichen und während des jahrelangen Leerstandes verkam die Umgebung zur Industriebrache. Der Bau enthielt unter anderem Großraumbüros.
Das nicht mehr genutzte Gebäude war umstritten. Während Anwohner sich durch Alkoholkranke und Drogenkonsumenten belästigt fühlen, die sich auf dem Grundstück um das Bauwerk versammelten und Immobilienmakler für den Abriss des nicht mehr brauchbaren Hauses plädierten, wurde die Aufnahme in die Liste der Baudenkmale in Hannover diskutiert. Das IBM-Haus entspreche einem neuen Typus von Verwaltungsbau und habe etwa Einfluss auf die Gestaltung der Landesgirokasse in Stuttgart von Günter Behnisch gehabt.
Das Grundstück wurde mit Wohn- und Bürogebäuden sowie einem Hotel neu bebaut.